# University of North Carolina at Chapel Hill
35°54′30″N 79°3′0″V / 35.90833°N 79.05000°V
University of North Carolina at Chapel Hill (UNC) er et amerikansk universitet beliggende i delstaten North Carolina. Det blev etableret i 1789.